# Фалавер-е Паїн
Фалавер-е Паїн (перс. فلاورپائين) — село в Ірані, у дегестані Бакерабад, в Центральному бахші, шахрестані Магаллат остану Марказі. За даними перепису 2006 року, його населення становило 35 осіб, що проживали у складі 8 сімей.